# Estádio Príncipe Sultão bin Fahd
Estádio Príncipe Sultão bin Fahd é um estádio de futebol situado na cidade de Jeddah, na Arábia Saudita. é utilizado principalmente para partidas de futebol, tendo como o dono , o Al-Ahli. possiu capacidade para 24.000 espectadores.